# Manzana los Remedios
Manzana los Remedios är en ort i Mexiko.   Den ligger i kommunen Ocampo och delstaten Michoacán de Ocampo, i den södra delen av landet, 130 km väster om huvudstaden Mexico City. Manzana los Remedios ligger 2 309 meter över havet och antalet invånare är 379.
Terrängen runt Manzana los Remedios är lite bergig. Runt Manzana los Remedios är det ganska tätbefolkat, med 160 invånare per kvadratkilometer. Närmaste större samhälle är Heróica Zitácuaro, 16,7 km söder om Manzana los Remedios. I omgivningarna runt Manzana los Remedios växer huvudsakligen savannskog.